# Elektrische Impedanz-Tomografie

Abbildung 1: Elektrodenanordnung am Brustkorb (Thorax): Der über die roten Elektroden eingebrachte Messstrom erzeugt eine Potentialverteilung im Thorax, welche über die grünen Elektroden gemessen wird.

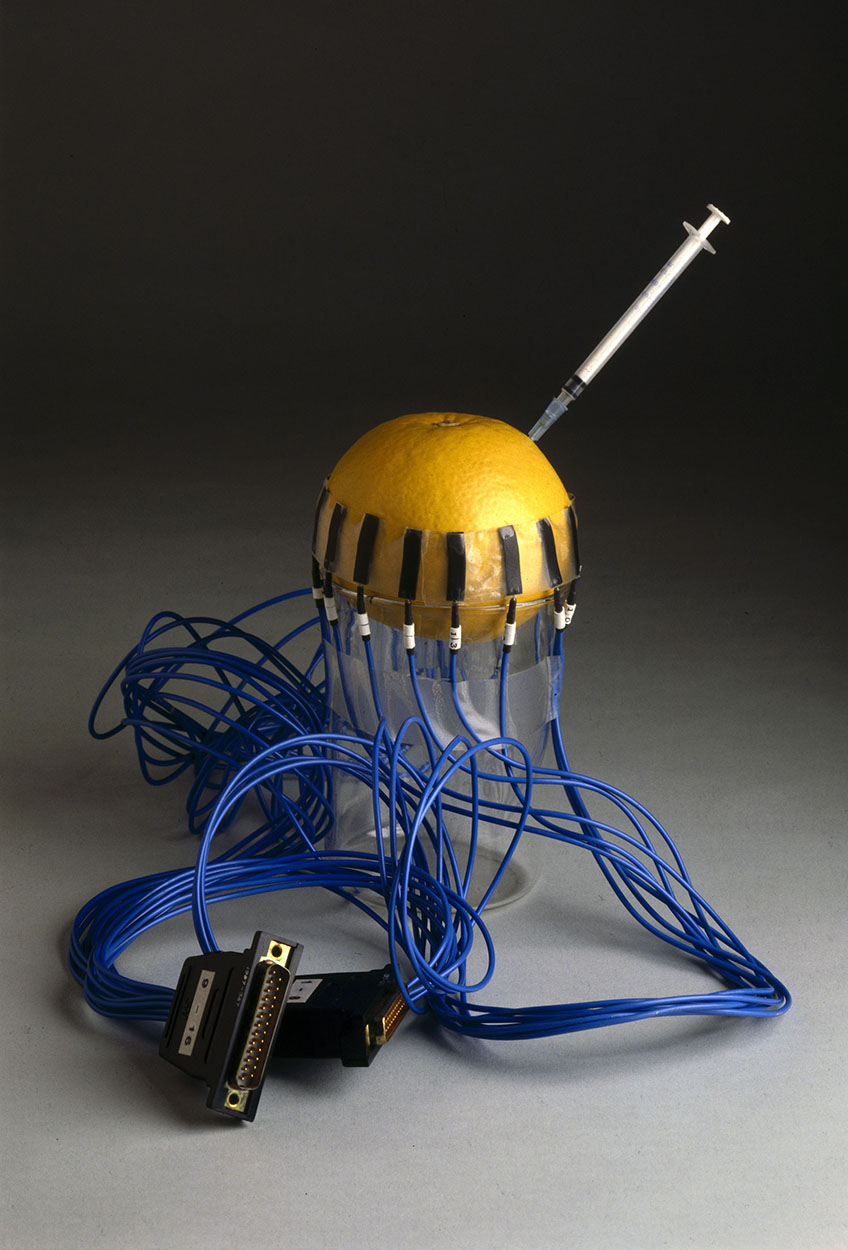
Prototyp zur Applied Potential Tomography mit 16 Elektroden von Brian H. Brown aus dem Jahr 1987.

Die Elektrische Impedanz-Tomografie (EIT) ist ein vergleichsweise neues, nichtinvasives bildgebendes Verfahren, das auf Messungen elektrischer Leitfähigkeiten im menschlichen Körper basiert. Diesem Verfahren liegt die Beobachtung zugrunde, dass sich elektrische Leitfähigkeiten biologischer Gewebe je nach Beschaffenheit (absolute EIT) und/oder funktionellem Zustand (funktionelle oder relative EIT) stark unterscheiden. Neben den Ansätzen der absoluten und funktionellen EIT, bei denen zumeist Wechselströme einer einzigen Frequenz genutzt werden, kann man auch Wechselströme verschiedener Wellenlängen einspeisen, um beispielsweise Fragestellungen zur Lokalisierung pathologischer Veränderungen innerhalb eines Gewebetyps zu adressieren (EIT-Spektroskopie).
Positioniert man mehrere Oberflächenelektroden um eine bestimmte Körperregion auf der Haut und lässt zwischen jeweils zwei Elektroden höherfrequente Wechselströme mit niedriger Amplitude fließen, während man simultan anhand der anderen Elektroden das elektrische Potential registriert, erhält man mittels wiederholter Messungen bei beliebiger Variation des Stimulationselektrodenpaars ein Schnittbild (Tomogramm) aus dem man Rückschlüsse auf die Gewebszusammensetzung innerhalb der untersuchten Körperregion ziehen kann (Abbildung 1).
Ursächlich für die Leitfähigkeit eines biologischen Gewebes ist insbesondere der Gehalt an freien Ionen. Dieser kann sich deutlich zwischen verschiedenen Gewebearten oder Körperflüssigkeiten unterscheiden, weshalb beispielsweise Muskulatur und Blut den eingespeisten Messstrom aufgrund ihres relativ hohen Gehalts ungebundener Ionen besser leiten können als Fett-, Knochen- oder Lungengewebe. Nutzt man diese Eigenschaft zur anatomischen Darstellung eines statischen Zustands, spricht man von absoluter EIT (a-EIT).
Da menschliches Lungengewebe eine etwa fünffach geringere Leitfähigkeit als die meisten anderen Weichgewebe innerhalb des Brustkorbs aufweist, eignet sich die Lunge infolge des damit einhergehenden hohen absoluten Kontrasts besonders gut für Bildgebungsverfahren auf Grundlage der EIT. Zudem schwankt die Leitfähigkeit der Lunge zyklisch zwischen Ein- und Ausatmung um ein Vielfaches (dynamischer Kontrast), weshalb sich die EIT per se auch für klinische Fragestellungen, welche mit Inhomogenitäten der Lungenbelüftung einhergehen, zu eignen scheint. Da man hier differenzielle Messungen zwischen zwei oder mehreren physiologischen Zuständen aufzeichnet, spricht man von funktioneller EIT (f-EIT).
Ein Vorteil der funktionellen EIT gegenüber der absoluten EIT liegt insbesondere darin, dass sich Ungenauigkeiten aufgrund individueller Anatomie, schlecht leitender Hautelektroden und anderer Artefaktquellen durch einfache Subtraktion der Bilder deutlich reduzieren lassen. Dies sind entscheidende Faktoren, weshalb die größten Fortschritte der EIT-Weiterentwicklung bislang im Bereich der funktionellen Lungen-EIT gemacht wurden.
Weitere Hoffnungen auf einen Einsatz innerhalb der klinischen Routine macht man sich zudem bislang in der Tumordiagnostik (z. B. als Zusatzdiagnostikum der Mammographie), der optimierten Lokalisierung Epilepsie-auslösender Hirnareale bzw. der frühen Identifikation auffälliger Areale des Gebärmutterhalses, sowie in Diagnostik von Magenentleerungsstörungen (beispielsweise Magenausgangsverengungen). Zur Lokalisierung pathologisch verdächtiger Veränderungen innerhalb eines Gewebes werden zumeist Wechselströme variierender Frequenzen entsprechend dem Ansatz der EIT-Spektroskopie (auch als Multifrequenz-EIT (MF-EIT) bezeichnet) eingespeist.
Die Erfindung der EIT als medizinisches Bildgebungsverfahren wird John G. Webster mit seiner 1978 erschienenen Publikation zugeschrieben, die erste wissenschaftlich publizierte praktische Umsetzung erfolgte jedoch erst später durch David C. Barber und Brian H. Brown. Eines der ersten mittels EIT erstellten Tomogramme wurde von diesen bereits im Jahr 1983 publiziert und zeigt den Querschnitt eines menschlichen Arms mittels absoluter EIT. Seitdem wurde die absolute und funktionelle EIT intensiv weiterentwickelt – der Großteil rein morphologischer Anwendungen mittels absoluter EIT befindet sich jedoch noch immer in einem eher experimentellen Stadium. Eine Weiterentwicklung der a-EIT stellt die MF-EIT bzw. Elektroimpedanzspektroskopie (EIS) dar, welche gewebstypische Impedanzmuster bei variierenden Wechselstrom-Frequenzen registriert. An der Weiterentwicklung dieser Technologie ist Brian H. Brown ebenfalls maßgeblich beteiligt.
Abseits der medizinischen Bildgebung wird ein der EIT ähnliches Prinzip auch in der Geophysik zur Darstellung unterirdischer Strukturen (Elektrische Widerstandstomografie, ERT) und in der Prozesstechnik zur quantitativen Bestimmung leitfähiger Flüssigkeiten verwendet.

## Grundlagen
Wie bereits zuvor beschrieben liegt der Elektrischen Impedanz-Tomographie (EIT) die Beobachtung zugrunde, dass sich die elektrische Leitfähigkeit eines biologischen Gewebes je nach seiner Beschaffenheit stark unterscheidet, wofür insbesondere der unterschiedliche Gehalt an freien Ionen ursächlich ist.
Dies macht man sich bei der EIT zunutze, indem man Oberflächenelektroden um eine bestimmte Körperregion an der Haut befestigt (z. B. mittels Klebeelektroden, Elektrodengurt oder leitfähiger Elektrodenweste) und zwischen jeweils 2 (meist benachbarten) Elektroden Wechselströme (10 – 100 kHz) mit niedriger Amplitude im einstelligen Miliampère-Bereich fließen lässt. Diese breiten sich dreidimensional im Körper aus und werden von den übrigen, meist zirkulär um die Untersuchungsebene angeordneten Elektroden gemessen. Dieser Vorgang wird dann beispielsweise vom nächstgelegenen Elektrodenpaar wiederholt, bis eine vollständige Umrundung analog einem kompletten Messzyklus erfolgt ist. Die registrierten Daten eines solchen Messzyklus können anhand relativ komplexer mathematischer Algorithmen digital zu einem Bild ähnlich einem Tomogramm weiterverarbeitet werden.

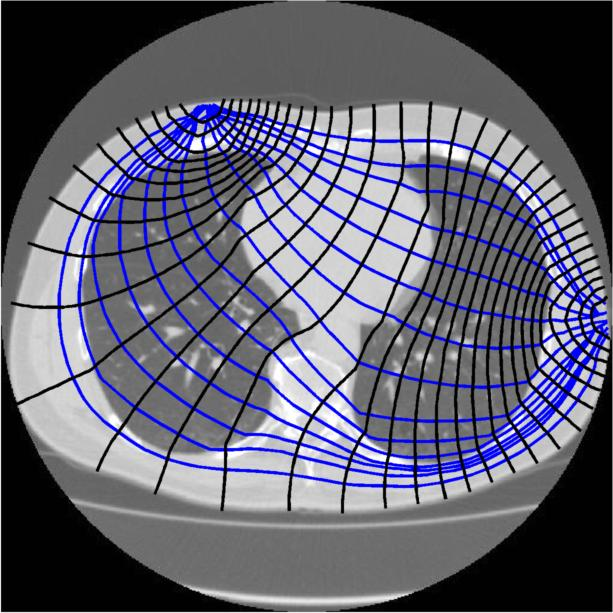
Abbildung 2: Visualisierung von Stromfluss (blau dargestellt) und entsprechendem Äquipotential (schwarz dargestellt) nach Einspeisung über zwei nicht unmittelbar benachbarte Messelektroden anhand eines CT des menschlichen Brustkorbs. Man beachte den Organabhängigen gebogenen Stromfluss entsprechend der jeweiligen Leitfähigkeit.

Bei der absoluten EIT soll in der Regel die Morphologie (Anatomie) der untersuchten Körperregion dargestellt werden. Problematisch bei dieser Form der EIT ist jedoch die Charakteristik von Strom, dass sich dieser bevorzugt entsprechend dem geringsten Widerstand im dreidimensionalen Raum verteilt (Abbildung 2) und somit nicht nur innerhalb, sondern auch außerhalb der entsprechenden Untersuchungsebene (Impedanztransfer). Daher ist die digitale Erstellung des eigentlichen "Schnittbilds" mittels EIT auch deutlich komplizierter als beim Verfahren der röntgenbasierten Computertomographie (CT), bei welchem lineare Röntgenstrahlen die darzustellende Untersuchungsebene rotatorisch aus verschiedenen Blickwinkeln durchdringen. Im Gegensatz dazu erhält man aus den mittels absoluter EIT gemessenen Rohdaten eines EIT-Messzyklus mehrere Möglichkeiten wie das zweidimensionale Darstellungskorrelat aussehen könnte, da man u. a. infolge des variablen Impedanztransfers nicht auf eine einzige und eindeutige Möglichkeit der zu rekonstruierenden Bildebene rückschließen kann. So gesehen entspricht die EIT per Definition eigentlich gar keinem "echten" Tomographie-Verfahren, welches einen zweidimensionalen virtuellen Körperschnitt auch zweidimensional darstellt, sondern vielmehr einem Tomographie-ähnlichen Verfahren, welches ein dreidimensionales Körperareal quasi auf eine zweidimensionale Ebene projiziert.
Mathematisch wird dieses Phänomen als Inverses Problem bezeichnet, das zunächst nur schwer oder überhaupt nicht lösbar erscheint. Es gilt als inkorrekt gestellt, weil es nicht Jacques Hadamards Definition eines korrekt gestellten Problems entspricht (Existenz, Eindeutigkeit, Stabilität). Ein weiteres Problem der absoluten EIT stellen zudem unterschiedliche Hautleitfähigkeiten einzelner Elektroden eines Probanden dar, ebenso interindividuelle Unterschiede der Hautleitfähigkeit verschiedener Probanden. Beides kann verzerrte Darstellungen oder Artefakte verursachen. Letztendlich handelt es sich bei der zu untersuchenden Ebene nur selten um einen kreisrunden Körper, so dass intra- und interindividuelle Unterschiede der Elektrodenpositionierung zu weiteren Verzerrungen der darzustellenden Anatomie beitragen (z. B. des menschlichen Brustkorbs). Durch die Verwendung aktiver Elektroden direkt am Patienten kann man das Signal-Rausch-Verhältnis deutlich verbessern und die Wahrscheinlichkeit für das Auftreten von Artefakten stark reduzieren. Um der individuellen Brustkorbanatomie der Patienten besser gerecht zu werden, ist es zudem sinnvoll a priori Datensätze zu Patientengröße, -gewicht und -geschlecht bei der Bildrekonstruktion zu berücksichtigen. Inzwischen gibt es auch EIT-Systeme, welche schlechter leitende Elektroden direkt identifizieren und visualisieren bzw. von der Bildrekonstruktion ausschließen können.
Die funktionelle EIT umgeht diese Problematik größtenteils, indem sie bei einem einzelnen Probanden Messungen unter verschiedenen Untersuchungsbedingungen durchführt, welche mit Veränderungen der elektrischen Impedanz einhergehen. Als Beispiel sei hier insbesondere die Darstellung der regionalen Lungenaktion zwischen Ein- und Ausatmung genannt, da sich die elektrische Leitfähigkeit infolge der isolierenden Eigenschaft der ein- und ausgeatmeten Luft zwischen beiden Untersuchungsbedingungen linear um ein vielfaches verändert. Sollte beispielsweise eine der Elektroden schlechter leiten als die übrigen Hautelektroden, resultiert keine nennenswerte Verzerrung oder Artefaktentstehung, da davon auszugehen ist, dass auch an dieser Elektrode die Relation der Impedanzänderung zwischen Ein- und Ausatmung gleich bleibt. Dennoch ist auch in der funktionellen EIT eine Berücksichtigung anatomischer a priori Datensätze hilfreich um die wahrscheinlichste Organbegrenzung je nach Patientengröße, -gewicht und -geschlecht mit der funktionellen Bildgebung fusionieren zu können.
Mit EIDORS steht ein unter GNU/GPL-Lizenz veröffentlichtes Programmpaket für GNU Octave und Matlab zur Verfügung, das unter anderem die Rekonstruktion und Darstellung von EIT-Messdaten ermöglicht.
Die Open Innovation EIT Research Initiative richtet sich an die internationale EIT-Forschungsgemeinschaft. Bei Swisstom kann ein experimentelles EIT-Paket mit Hardware zum Selbstkostenpreis erworben werden. Die dazugehörige EIT Open Source Software ermöglicht die Weiterbearbeitung abgespeicherter Rohdaten mit EIDORS und kann über die Open Innovation EIT Research Initiative heruntergeladen werden.

## Eigenschaften
Im Gegensatz zu vielen anderen Tomografie-Verfahren wird bei der EIT keine ionisierende Strahlung verwendet. Da höherfrequente Wechselströme im Bereich zwischen 10 und 100 kHz mit Stromstärken im einstelligen Miliampère-Bereich zur Anwendung kommen, lassen sich Erwärmungseffekte und Nervenstimulationen innerhalb der Untersuchungsregion vermeiden. EIT kann somit kontinuierlich am Menschen eingesetzt werden. Die benötigte Ausrüstung der EIT ist zudem wesentlich kleiner und günstiger als bei herkömmlichen Tomografie-Verfahren, so dass sich die EIT je nach Fragestellung zur funktionellen Echtzeit-Visualisierung unmittelbar am Patientenbett eignet. Als Hauptnachteil gilt jedoch die geringere maximale räumliche Auflösung der EIT im Vergleich zu anderen Tomografieverfahren. Diese kann aber beispielsweise durch Anwendung von 32 anstelle von nur 16 Elektroden optimiert werden. Konstruiert man das EIT-System zudem mit aktiven Oberflächenelektroden, lässt sich die Qualität der resultierenden Bilder nochmals deutlich verbessern, da hierdurch Signalverluste, Artefakte und Interferenzen infolge von Kabeln, Kabellänge und -handhabung stark reduziert werden können.

## Anwendungen

### Lungen-EIT (f-EIT)

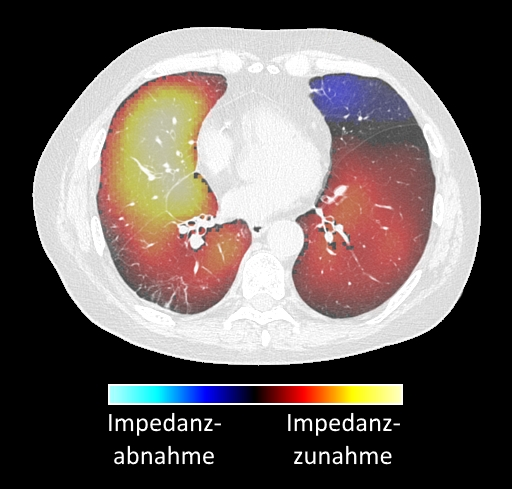
Überlagerung eines CT-Bildes mit EIT-Daten am Beispiel eines COPD-Patienten. Die reduzierte Ventilation im ventralen Bereich der linken Lunge (im Bild rechts oben dargestellt) ist deutlich zu erkennen.

Dass sich der medizinische Durchbruch der EIT-Technologie zunächst im Bereich der Lungenfunktionsdiagnostik anbahnt bzw. vollzieht, liegt zum einen daran, dass menschliches Lungengewebe eine etwa fünffach geringere Leitfähigkeit als anderes Weichgewebe im Brustkorb aufweist (hoher Kontrast), zum anderen aber auch daran, dass die elektrische Leitfähigkeit der Lunge zwischen maximaler Aus- und Einatmung zyklisch um ein Vielfaches schwankt. Deshalb lassen sich bestimmte klinische Fragestellungen, vor allem wenn sie mit einer Inhomogenität der Lungenbelüftung einhergehen (z. B. Minderbelüftung bzw. Überblähung einzelner Lungenareale, Lungenkollaps etc.) mit der EIT besonders gut adressieren, da intrathorakale Impedanzveränderungen stark mit Veränderungen der regionalen Lungenventilation korrelieren. Unterschiede der individuellen Hautleitfähigkeit oder Elektrodenpositionierung, welche bei der rein morphologischen a-EIT Schwierigkeiten bereiten, können bei dieser Form der relativen f-EIT mehr oder weniger vernachlässigt werden, da diese Faktoren zwischen Ein- und Ausatmung nur gering variieren und sich potentiell resultierende Artefakte somit selbst eliminieren. Durch die jüngsten Fortschritte der digitalen Weiterverarbeitung der gewonnenen Rohdaten ist es dem Intensivmediziner inzwischen möglich die regionale Lungenaktion direkt am Patientenbett und in Echtzeit zu visualisieren. Nach Jahren der Prototypen, die zumeist das Forschungsstadium nicht überschritten (Maltron: Sheffield Mark 3.5, Timpel SA: Enlight, CareFusion: Goe MF II) werden nun seit kurzem in größerem Rahmen die ersten Serienmodelle intensivmedizinischer Lungenfunktionsmonitore kommerziell vertrieben (Dräger Medical GmbH: Pulmovista 500 bzw. Swisstom AG: Swisstom BB2). In Schwerpunktzentren und größeren Kliniken werden diese Monitore bereits vereinzelt innerhalb der klinischen Routine eingesetzt, beispielsweise im Rahmen der intensivmedizinischen Behandlung von Patienten mit einem akuten progressiven Lungenversagen (Acute Respiratory Distress Syndrome, ARDS). Die zunehmende Verbreitung dieser kommerziellen EIT-Systeme wird zeigen, ob sich die vielversprechenden Ergebnisse tierexperimenteller Studien (Identifikation des optimalen PEEP-Niveaus, Vermeidung der Ventilator-assoziierten Lungenschädigung (VILI), Detektion eines Pneumothorax etc.) auch auf den Menschen übertragen lassen. Die erste prospektive Outcome-Studie zur EIT-adaptierten maschinellen Beatmung konnte erst kürzlich im Tiermodell zeigen, dass diese mit einer deutlichen Verbesserung von Atemmechanik bzw. Gasaustausch und einer deutlichen Verringerung histologischer Hinweise für ein VILI assoziiert ist.
Neben der Anwendbarkeit von EIT im Bereich der Intensivmedizin offenbaren erste Studien mit spontanatmenden Patienten weitere Anwendungsmöglichkeiten. Gerade bei Patienten mit obstruktiven Lungenerkrankungen (z. B. COPD, Mukoviszidose) erlaubt die hohe zeitliche Auflösung von EIT (bis zu 50 Hz) auch eine regionale Beurteilung zeitabhängiger Messparameter der Lungenfunktionsdiagnostik (z. B. Einsekundenkapazität). Gerade bei dieser Patientengruppe wird durch Überlagerung von EIT-Daten mit morphologischen Bildquellen, wie CT oder MRT, ein umfassender Einblick in die Pathophysiologie der Lunge erwartet.
Aus den aufgezeichneten Rohdaten lassen sich neben visuellen Informationen (z. B. regionale Verteilung des Atemzugvolumens) auch abstrakte Parameter errechnen (z. B. Änderung des intrathorakalen Gasvolumens während des intensivmedizinischen Aufenthalts) – letztere müssen jedoch noch evaluiert und validiert werden. Im Rahmen der thorakalen EIT können zudem herzschlagbedingte Signale der Perfusion (Durchblutung) herausgefiltert und aufgezeichnet werden – die Analyse dieser Daten gilt derzeit jedoch als noch nicht gänzlich ausgereift. Sollte hier ein Durchbruch gelingen, ließen sich regionale Missverhältnisse von Lungenventilation (Belüftung) und Lungenperfusion (Durchblutung) parallel abbilden. Ein entsprechendes Ventilations/Perfusions-Ungleichgewicht ist häufig Ursache einer mangelhaften Sauerstoffanreicherung im Blut (Oxygenierung) – durch Erkennen und Lokalisieren könnten therapeutische Gegenmaßnahmen eingeleitet werden (beispielsweise Lagerungsmaßnahmen, Beatmungsdruckoptimierung etc.).

### Zusatzdiagnostik bei Mammographie (MF-EIT)
Aufgrund der relativ geringen Spezifität von Mammographie und Magnetresonanztomographie (MRT) kommt es im Rahmen der routinemäßigen Brustkrebsvorsorge relativ häufig zu falsch positiven Screeningbefunden, welche mit einer hohen psychischen Belastung für die betroffenen Patienten und nicht unerheblichen Kosten für das Gesundheitssystem assoziiert sind, weshalb hier ein Bedarf für ergänzende bzw. alternative diagnostische Untersuchungsmethoden besteht. Ergänzende Methoden können die Spezifität erhöhen, während alternative Vorsorgemethoden potentielle Risiken und Komplikationen durch Exposition gegenüber ionisierenden Strahlen (Mammographie) bzw. des Kontrastmittels Gadolinium, (MRT) reduzieren bzw. eliminieren könnten. Da sich die elektrischen Leitfähigkeiten zwischen normalem und malignen Brustgewebe bei unterschiedlichen Frequenzen unterscheiden wurde die potentielle Eignung der MF-EIT für die Brustkrebsvorsorge untersucht. Entsprechend einer der Food and Drug Administration (FDA) vorgelegten Studie (n=504) waren Sensitivität und Spezifität der Brustkrebsvorsorge bei Kombination von Mammographie mit Brust-MF-EIT mittels T-Scan 2000 (TransScan) höher als bei alleinigem Screening mittels Mammographie bzw. Brust-EIT (Sensitivität von 88 % gegenüber jeweils 82 % bzw. 62 %; Spezifität von 51 % gegenüber jeweils 39 % bzw. 47 %).

### Zusatzdiagnostik bei gynäkologischer Krebsvorsorge (MF-EIT)
Prof. Brian H. Brown wird nicht nur eine Pionierrolle in der Entwicklung und Verbesserung der ersten Sheffielder EIT-Systeme zugeschrieben, er engagiert sich bis heute aktiv in Forschung und Entwicklung eines Elektroimpedanzspektroskops (EIS) auf Basis der MF-EIT. Im Jahr 2000 publizierte er eine experimentelle Studie, laut der sich mittels MF-EIT zervikale intraepitheliale Neoplasien (CIN) vom Typ 2 und 3 im Pap-Tests mit einer Empfindlichkeit ("Sensitivität") und Spezifität von jeweils 92 % vorhersagen ("prädizieren") lassen. Ob dies letztendlich als Alternative zum Abstrich oder Zusatzdiagnostikum zur besseren Atypielokalisierung eingesetzt werden soll, ist gegenwärtig noch nicht endgültig geklärt. Brown ist Mitgründer der Zilico Limited, welche das entsprechende Spektroskop unter dem Namen ZedScan I vertreibt.

### Neurowissenschaftliche Anwendungen (Tumoren, Epilepsie, Ischämie)
Während die EIT bei Anwendungen zur strukturellen Bildgebung des Hirns klassischen Bildgebungsverfahren wie CT und MRT hinsichtlich ihrer räumlichen Auflösung deutlich unterlegen ist (EIT: ca. 15 % des Elektrodendurchmessers; CT und MRT: ca. 1 mm), ist sie hinsichtlich ihrer zeitlichen Auflösung CT und MRT deutlich überlegen (0,1 Millisekunden gegenüber 0,1 Sekunden). Mögliche Anwendungen wären die intensivmedizinische Überwachung der Hirnaktivität bei Erwachsenen und Kindern, telemetrische Langzeitmessungen bei Patienten zur präoperativen Epilepsieherdlokalisierung, sowie die Bildgebung struktureller Hirnpathologien, welche mit deutlichen Impedanzveränderungen infolge ausgeprägter Zellschwellung auf Basis einer gestörten zerebralen Energieversorgung auftreten, also beispielsweise im Rahmen einer zerebralen Blutung, Ischämie, Sauerstoffmangel oder Hypoglykämie. Trotz der damals noch begrenzten Auswahl an EIT Systemen, konnte Holder bereits 1992 zeigen, dass zerebrale Impedanzveränderungen noninvasiv über Oberflächenelektroden durch die Schädeldecke hindurch gemessen werden können. Im Tierversuch konnten Anstiege der Impedanz von bis zu 100 % im Schlaganfallmodell beobachtet werden, ungefähr 10 % waren es während eines künstlich induzierten Krampfanfalls. Inzwischen ist die Auswahl angebotener EIT-Systeme etwas größer, so dass der applizierte Messstrom auch von nicht benachbarten Elektroden eingespeist werden kann. In der klinischen Routine werden entsprechende EIT bislang noch nicht eingesetzt, aktuell werden jedoch klinische Studien zu Schlaganfall und Epilepsie durchgeführt.

### Organdurchblutung (Perfusion)
Aufgrund der guten elektrischen Leitfähigkeit von Blut könnte sich die funktionelle EIT weiterhin für die Darstellung des pulsatilen Blutflusses in Geweben höherer Impedanz eignen, beispielsweise zur Visualisierung der regionalen Lungendurchblutung. Dies ist vor dem Hintergrund möglich, dass sich die Impedanzen in den betrachteten Regionen zwischen Systole und Diastole je nach Gefäßfüllung signifikant unterscheiden, insbesondere wenn physiologische Kochsalzlösung als Kontrastmittel injiziert wird.

### Sportmedizin bzw.Homecare-Sektor
Im Rahmen der Anwendung beim Lungengesunden bzw. im Gegensatz zur visuellen Darstellung regionaler Inhomogenitäten beim Lungenkranken werden für die globale Messung abstrakter Parameter weniger Elektroden benötigt. Eine Weiterentwicklung der Elektroimpedanz-Technologie für den sportmedizinischen Bereich (z. B. Bestimmung der VO2) oder den Homecare-Sektor (z. B. nichtinvasive Messung des arteriellen Blutdrucks) erscheint daher ebenfalls möglich und interessant.